# Burakumin

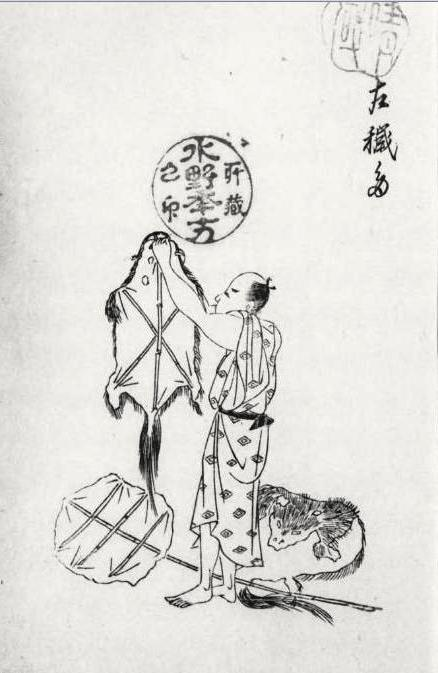
Eta japonais, qui exerce la profession de tanneur.

Burakumin (部落民, littéralement « personne de la communauté » ou « du hameau ») est un terme japonais désignant un groupe social minoritaire japonais discriminé socialement et économiquement. À l'origine, cette discrimination est liée aux tabous bouddhistes sur les souillures (kegare (穢れ)) imposées par certains métiers. Les tokushu buraku (特殊部落, gens des hameaux spéciaux) sont les descendants de la classe des parias de l'époque féodale, issue de deux anciennes communautés, les eta (穢多, littéralement « pleins de souillures ») et les hinin (非人, « non-humains »). Les burakumin forment une des plus importantes minorités au Japon, avec les Aïnous de Hokkaidō.

## Historique
Si la discrimination commence pendant la période Nara, elle devient officielle après l'établissement par Ieyasu Tokugawa d'un système de castes nommé Shinôkôshô. Au début de l'ère Meiji, on estime leur nombre à 659 000.
Les burakumin ont constitué, dès l'époque féodale, une communauté de personnes mises à l'écart de la société et condamnées à le demeurer par l'effet d'une ségrégation sociale et spatiale. Le plus ancien ghetto remonterait au début du IXe siècle à Kyoto. Les hinin désignaient les marginaux tels les gens du spectacle, les saltimbanques, les condamnés et les pauvres issus de la population « ordinaire », qui étaient réduits à mendier et à occuper les emplois « sales » : s'occuper des prisonniers, ou devenir bourreaux, croque-morts ou espions. Les eta étaient eux des parias héréditaires, en cela similaires aux intouchables indiens, qui avaient le monopole des métiers liés au sang et à la mort des animaux : équarrisseur, boucher, tanneur, abatteur d'animaux.

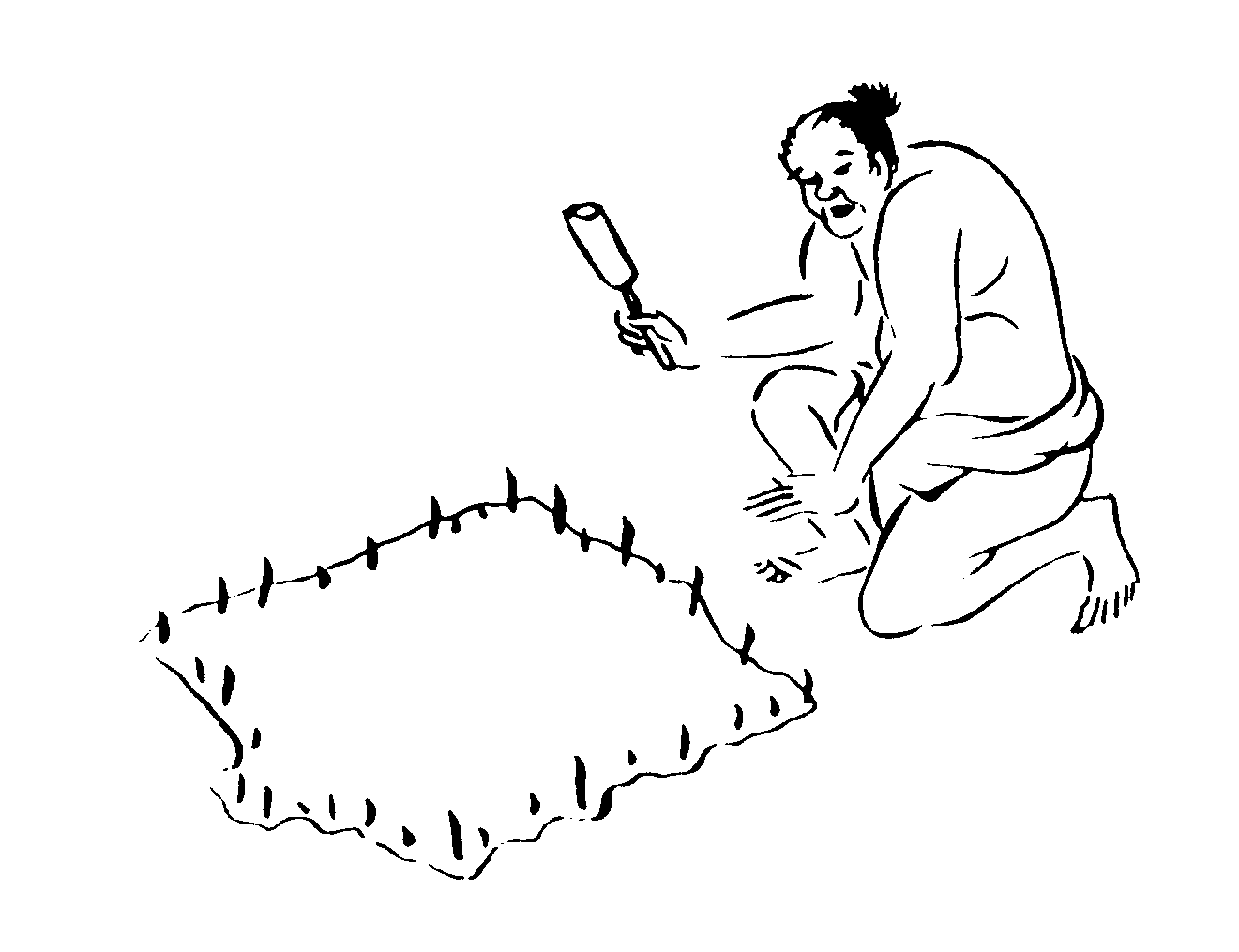
Tanneur "Eta" (vers 1500).

L'anthropologue Emmanuel Todd compare la ségrégation des burakumin à l'hystérie nazie qu'il attribue toutes deux au fond anthropologique commun tant à l'Allemagne qu'au Japon : la famille souche. « LʼAllemagne, écrit-il, a utilisé, pour inventer une différence, lʼexistence dʼune tradition juive bien réelle. Mais on peut créer à partir de rien. Les Japonais, qui se considèrent comme ethniquement purs, et ont une horreur extrême du mélange des sangs, ont fabriqué un groupe dʼexclus, les burakumin, au nombre de 2,5 millions, intouchables, dont lʼexistence sociologique ne peut être expliquée par aucune particularité historique originelle.
Selon Jean-François Sabouret, la discrimination des burakumin est « presque aussi ancienne que l'histoire du Japon et de ses croyances locales ». Le shinto considère comme souillées toutes les activités liées au sang et à la mort. Par ailleurs, le bouddhisme venu d'Inde par la Chine proscrit la mort des animaux considérés comme des êtres sensibles. Si les activités liées à la vie, à la mort et au sacré relevaient initialement du monopole religieux, les burakumin ont été progressivement chargés des occupations liées à la mort et au souillé, et identifiés à ces professions « impures » mais indispensables.
Les burakumin ont toujours traditionnellement vécu dans leurs propres hameaux et ghettos reculés. Jusqu'en 1871, ils ne pouvaient pas rester sur la route lorsqu'ils croisaient des citoyens « normaux » ; ils avaient l'interdiction de manger, de boire et de rester en ville à la nuit tombée. En 1871, dans un mouvement de réforme générale au début de la restauration de Meiji, un décret d'émancipation des parias abolit le système des castes féodales, libérant les burakumin et leur permettant de s'inscrire sur les registres d'état civil comme « nouveaux citoyens ». Cependant, cette minorité perd son monopole sur les métiers du cuir et s'appauvrit rapidement.

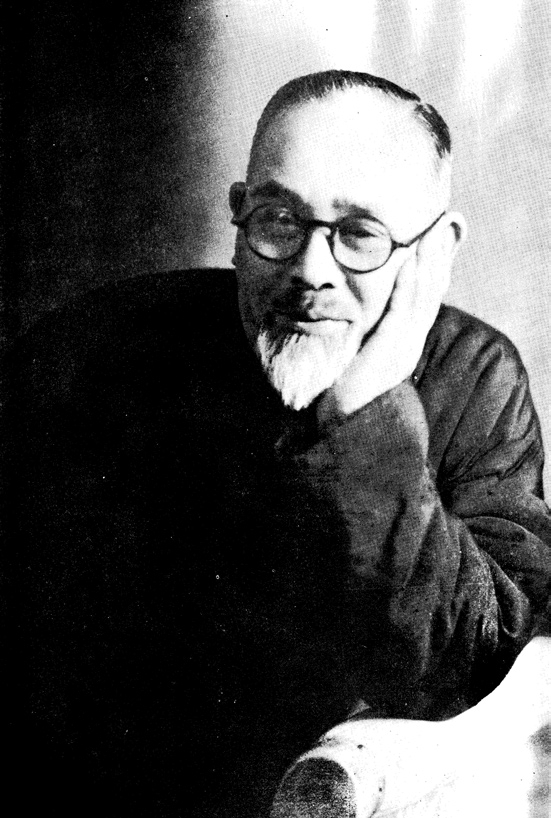
Jiichirō Matsumoto (1887-1966).

En 1922, Jiichirō Matsumoto (en) fonde la Société des niveleurs (Suiheisha) pour obtenir une amélioration de la situation des burakumin. Après une mise en sommeil durant la période militariste, au nom de l'unité nationale, le mouvement se reforme en deux organisations : la Ligue pour l’émancipation des buraku (Buraku kaiho domei (部落解放同盟), proche du Parti socialiste japonais, et la Seijokaren, membres dissidents proches du Parti communiste japonais.
Malgré la lutte des burakumin et les efforts des gouvernements japonais, par la politique d'assimilation (dōwa) et les efforts financiers alloués à l'amélioration de la situation matérielle des ghettos, la discrimination des burakumin perdure aujourd'hui. Certaines personnes issues de cette minorité tentent d'effacer les traces de ces origines et de s'intégrer à la société normale (passing). Cette stratégie est souvent mise en échec par l'existence des annuaires (chimei sokan), officiellement interdits, qui recensent les personnes issues de cette minorité.

## Statut social
Contrairement aux autres classes, même à la pire (eta-hinin, littéralement « les très sales »), les burakumin naissaient burakumin et ne pouvaient espérer changer de groupe. Malgré l'abolition officielle du statut de paria en 1871, les discriminations dont ils furent l'objet n'ont pas totalement disparu, les mentalités n'ont guère changé, et certaines couches de la population japonaise moderne ne marieraient pas leurs enfants avec un membre d'une famille dont la lignée comprendrait un burakumin. Certains propriétaires immobiliers (en refusant de louer) ou certaines entreprises (en payant moins) pratiquent la ségrégation envers les burakumin. La loi de l'offre et de la demande sur le marché de l'emploi provoque aussi des effets néfastes car ils sont souvent employés à de basses œuvres que d'autres ne veulent pas faire (par exemple pendant les accidents de Fukushima).
Aujourd'hui, la communauté burakumin compte plus de deux millions de personnes, dispersées dans les ghettos des grandes villes comme Ōsaka ou Kyōto.
Parler de ce sujet dans la société japonaise reste encore extrêmement délicat, notamment parce que, selon Jean-François Sabouret, « les mentalités y évoluent moins vite que la technologie ou l'industrie ».

## Démographie
Le nombre de burakumin dans le Japon moderne varie beaucoup selon la source utilisée. Un rapport de 1993 commandé par le gouvernement japonais a dénombré plus de 4 533 communautés de buraku : dōwa chiku (同和地区, « zones d'assimilation »), officiellement recensées pour des projets d'intégration. La plupart se situent dans l’ouest du Japon, on y dénombre 298 385 ménages pour un total de 892 751 résidents. La taille de chaque communauté varie de moins de cinq ménages à plus de 1 000, avec 155 ménages de taille moyenne. Environ les trois quarts sont localisés dans des secteurs ruraux.

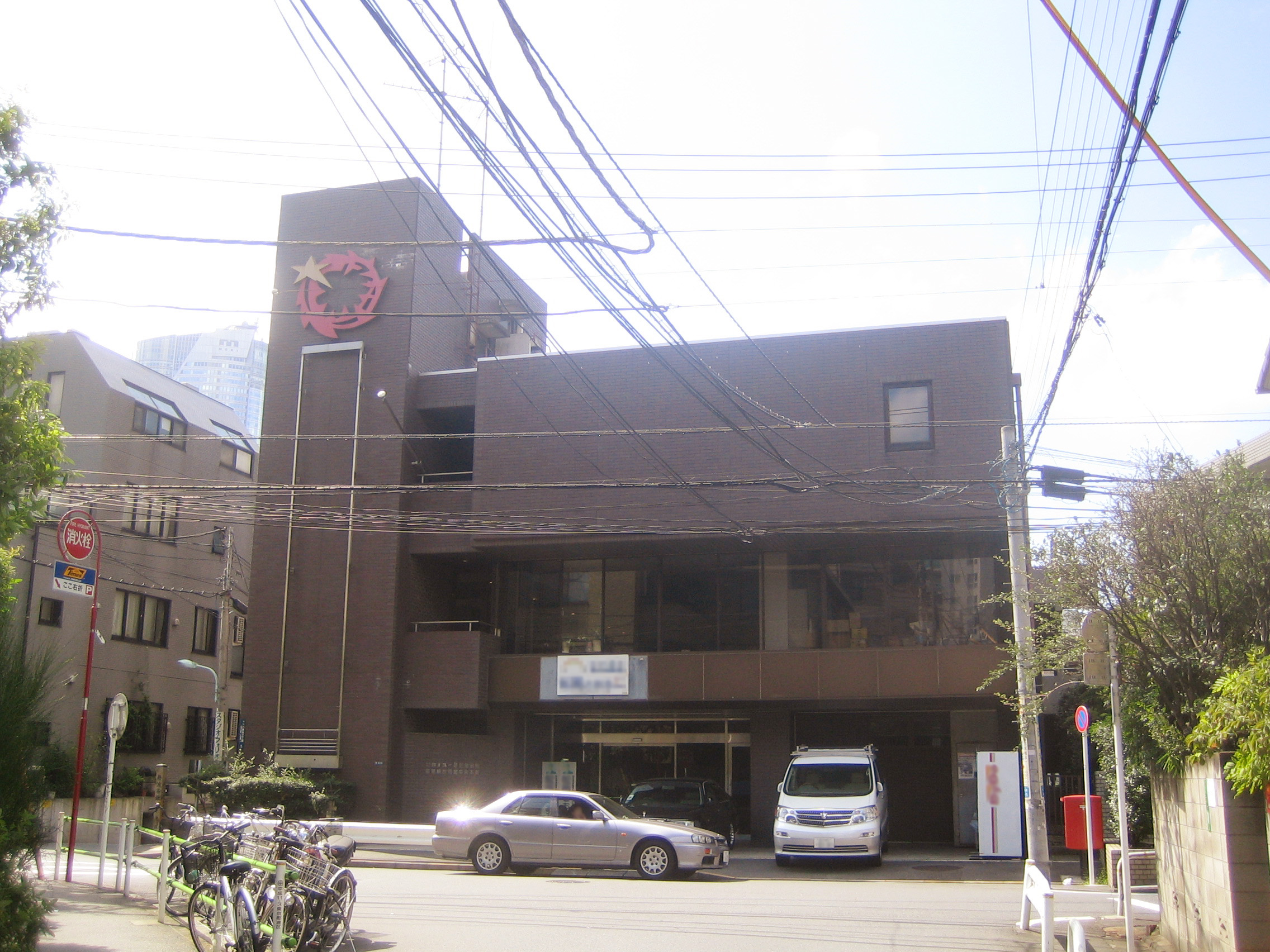
Les bureaux de la ligue de libération des buraku.

La distribution des communautés change considérablement de région à région. Aucune communauté n'a été identifiée dans les préfectures suivantes : Hokkaidō, Aomori, Iwate, Miyagi, Akita, Yamagata, Fukushima, Tōkyō, Toyama, Ishikawa et Okinawa.
La Ligue de libération des buraku (Buraku kaiho domei ou BKD) évalue le nombre de burakumin à presque trois millions. Le BKD conteste les chiffres avancés par le gouvernement car, selon cette association, ses chiffres sont inexacts : tous les burakumin ne vivent pas dans la pauvreté et n'étant pas pauvres, ils ne sollicitent pas les subventions du gouvernement qui servent à les comptabiliser. Les autres préfèrent rester dans la difficulté financière afin de ne pas déclarer publiquement qu'ils sont burakumin, il vaut mieux « être l'égal d’un pauvre Japonais qu'un burakumin aidé ».

## Burakuminet yakuzas
Les burakumin représentent 70 % des membres du Yamaguchi-gumi, le plus grand clan yakuza du Japon. Selon Mitsuhiro Suganuma, un ancien membre de la Public Security Intelligence Agency, 60 % de l'ensemble des yakuzas sont des burakumin.

## Évocations culturelles
Dans la littérature, l'écrivain Tōson Shimazaki (1872-1943) est sans doute le premier à avoir évoqué la situation des burakumin, dans son premier roman Hakai (破戒, traduit en français sous le titre La Transgression), publié en 1906. Considéré comme une œuvre-phare du naturalisme japonais, ce roman raconte l'histoire d'un maître d'école qui dissimule son appartenance à la caste des burakumin ; mais après des années de souffrance morale, malgré l'interdiction de son père, il finit par dévoiler publiquement ses origines. Le sujet du livre, que Shimazaki dut publier à compte d'auteur, en empruntant de l'argent à son beau-père, riche commerçant de Hakodate, fut considéré comme très audacieux et sa publication créa une sorte de curiosité inquiète.
L'écrivain Kenji Nakagami (1946-1992), lui-même descendant de burakumin, a mis leur situation et leur destin au centre de toute son œuvre romanesque, qui se situe dans la région de Kumano, de son récit intitulé Misaki (1976), jusque dans ses derniers textes : Sanka (1990, Hymne), Keibetsu (1991, Le Mépris). La plupart de ces récits ou romans forment une immense saga, ayant pour lieu central, le quartier des Ruelles (traduction de Roji), un quartier de la ville de Shingū, ancien ghetto des eta, les parias dont les burakumin sont les descendants. Nakagami s'est fait, littérairement, le défenseur et porte-parole de ces minorités discriminées, n'ayant de cesse de dénoncer toute forme de discrimination.
Le statut de buraku est évoqué dans un épisode de la série Dr House lorsque le docteur Gregory House parle de sa jeunesse auprès d'un père militaire de carrière, muté dans de multiples bases autour du monde, notamment au Japon. Étant témoin du profond respect accordé à un médecin buraku soignant un patient qu'aucun autre docteur ne peut aider. Le personnage misanthrope avouera tout de même que cette abnégation fut l'élément déclencheur de sa vocation de médecin.

### Ouvrages généraux et monographies
- Jean-François Sabouret (dir.), Japon, peuple et civilisation, La Découverte, 2004 [détail des éditions], « La discrimination des Burakumin », p. 28-30.
- Jean-François Sabouret, L'Autre Japon : les Burakumin, Paris, Maspero, coll. « Textes à l'appui », 1983, 155 p. (ISBN 2-7071-1413-8).
- Jean-Manuel Traimond, Le Japon mal rasé : voyage chez les anarchistes, les burakumin, les coréens-du-Japon, les uilta, et les autres, Lyon, Atelier de création libertaire, 2000, 144 p. (ISBN 2-905691-73-5, présentation en ligne).

### Littérature
- Tōson Shimazaki, La Transgression (破戒 Hakai, 1906), traduit par Suzanne Rosset, Paris, You-Feng, 1999.
- Kenji Nakagami, Le Cap (岬 Misaki, 1976), traduit par Jacques Lévy, Arles, Éditions Philippe Picquier, 1998.
- Kenji Nakagami, La Mer aux arbres morts (枯木灘 Karekinada, 1977), traduit par Jacques Lalloz et Yasusuke Oura, Paris, Fayard, 1989.
- Kenji Nakagami, Mille ans de plaisir (千年の愉楽 Sennen no Yuraku, 1982), traduit par Kan Miyabayashi et Véronique Perrin, Paris, Fayard, 1988.
- Kenji Nakagami, Miracle (奇蹟 Kiseki, 1989), traduit par Jacques Lévy, Arles, Éditions Philippe Picquier, 2004.
- Kenji Nakagami, Hymne (讃歌 Sanka, 1990), traduit par Jacques Lévy, Paris, Fayard, 1995.
- Kenji Nakagami, Keibetsu (Le Mépris), 1991 (non traduit en français).

### Revues
- Cahiers Jussieu / 5, Université Paris VII, Les marginaux et les exclus dans l'histoire, Paris, Union générale d'édition, collection 10/18, 1979, 439 p.
- Caroline Taïeb, « La discrimination des burakumin au Japon », laviedesidees.fr,‎ 6 septembre 2019 (ISSN 2105-3030, lire en ligne).
- Hélène Le Bail, « La nouvelle immigration chinoise au Japon », Perspectives chinoises, no 90,‎ 2005 (ISSN 1996-4609, lire en ligne)Article consacré aux difficultés d'intégration des populations étrangères au Japon, avec des références aux difficultés d'intégration des minorités japonaises dont les burakumin.

## Cinéma
- 1960 : Ningen mina kyōdai: Buraku sabetsu no kiroku (人間みな兄弟―部落差別の記録?), documentaire de Fumio Kamei.
- 1962 : Le Serment rompu (破戒, Hakai?), film de Kon Ichikawa.
- 1970 : Histoire du Japon racontée par une hôtesse de bar (にっぽん戦後史 マダムおんぼろの生活, Nippon Sengoshi - Madamu onboro no Seikatsu?), film de Shohei Imamura.
- 1992 : La Rivière sans pont (橋のない川, Hashi no nai kawa?), film de Yōichi Higashi.
- 2023 : Septembre 1923 (福田村事件, Fukudamura jiken), film de Tatsuya Mori.